# بار (ماساچوست)
باره (به انگلیسی: Barre) شهرکی در شهرستان ورچستر ایالت ماساچوست می‌باشد که در سال ۱۷۷۴ بنیان‌گذاری شده‌است. این شهرک در سرشماری سال ۲۰۱۰ میلادی، ۵٬۳۹۸ نفر جمعیت داشته‌است.